# رشته‌کوه کناری
رشته‌کوه کناری (به لاتین: Lateral Range) یک رشته‌کوه در روسیه است که در رشته‌کوه قفقاز واقع شده‌است. رشته‌کوه کناری ۵٬۶۴۲ متر بالاتر از سطح دریا واقع شده‌است.